# Dyfnwal Moelmud ap Garbanion
Dyfnwal Moelmud (latino: Domnovellaunus; inglese: Donald; ... – 475 circa) era figlio del re Garbanion ap Coel,. Intorno al 445 divenne re di Bryneich (Inghilterra settentrionale), succedendo al padre.
Non si sa nulla della sua vita e del suo regno, e alla sua morte, intorno al 475 (?), anche la successione regale diviene incerta. Suoi successori sembra siano stati i figli Cyngar ap Dyfnwal e Bran Hen ap Dyfnwal, che potrebbero essersi suddivisi il regno, oppure aver regnato prima l'uno e poi l'altro.
Potrebbe aver ispirato un personaggio della Historia Regum Britanniae di Goffredo di Monmouth, che porta lo stesso nome, ma le cui vicende sono ambientate qualche tempo prima (450 ca). Questi avrebbe combattuto molte battaglie per assicurarsi il trono, diventando poi un grande legislatore. 
Con l'epiteto di Moel compare inoltre alla corte di re Artù, nella storia Culhwch e Olwen. 